# Jembrana flavomaculata
Jembrana flavomaculata är en insektsart som beskrevs av Kato 1933. Jembrana flavomaculata ingår i släktet Jembrana och familjen spottstritar. Inga underarter finns listade i Catalogue of Life.